# Jean Chandioux
Pour les articles homonymes, voir Chandioux.
Jean Rollin Chandioux, né le 21 mars 1849 à Luzy et mort le 12 novembre 1915 à Paris en France, est un homme politique et commerçant français.

## Biographie
Jean Chandioux naît en mars 1849 de Gilbert, forgeron proscrit de 1851. À la Guerre franco-allemande de 1870, il intègre le 80e bataillon de marche. Grâce à ses liens d'amitiés avec Jules Miot, député de la Commune de Paris, il obtient le poste de sous-préfet à Cosne-Cours-sur-Loire. À la suite du coup d'État du 2 décembre 1851 et de l'établissement du Second Empire par Louis-Napoléon Bonaparte, il est condamné à cinq ans de prison. Libéré en 1876, il fonde une maison de commerce de tannerie à Luzy, où il est élu conseiller municipal en 1883. Dans sa qualité de premier adjoint, il devient maire en décembre 1885 après  la démission de Lucien Gueneau. Il est également conseiller général du canton de Luzy dès 1892.
Plus que son prédécesseur Gueneau, Chandioux est un politique très anticlérical, et il se heurte aux divers prêtres du canton de Luzy, dont notamment l'abbé Auguste Tambour.
Profitant de sa reconnaissance dans les territoires du Sud-Morvan, il se présente aux élections législatives de 1893, qu'il remporte à la majorité universelle, 8 242 voix face au sortant Albéric d'Espeuilles et ses 7 581 voix. Il sera réélu en 1898 (8 195 voix face à 4 053 votes pour le républicain Thévenet et 3 484 pour l'homme de droite de la Fite de Pelleport), en 1902 (8 251 voix contre 7 787 pour Étienne Geoffroy Saint-Hilaire) et en 1906 (toujours élu au premier tour, à 8 717 voix face à 7 107 voix pour Saint-Hilaire). Mais, lors des élections d'avril et mai 1910, il est battu par Pierre Heuzey puis de nouveau au mois de septembre 8 020 voix contre 7 539 par son frère Charles Heuzey (Pierre ayant succombé à une maladie).
Durant ses seize années de législature, Chandioux s'implique dans de plusieurs commissions telles que celle relative au monopole des inhumations, aux lettres patentes, à la marine, à celle d'études pour la construction de la salle des séances, à celle du commerce et de l'industrie ainsi qu'à la commission d'enquête sur les établissements de bienfaisance privée et de l'État. Il n'intervient que rarement à la tribune, et rapporte quelques projets d'intérêts locaux.
À Luzy, il participe à la construction de l'école pour filles et de celle des Baudins (hameau luzycois, l'école exerce de 1886 à 1960), évidemment laïques, mais aussi à celle d'un nouvel hospice, d'un nouveau bureau de poste, d'abattoirs extérieurs, de lavoirs et permet un éclairage de nuit au gaz dans la ville. Il est nommé « membre d'honneur » de la Ligue de l'enseignement luzycoise, avant de se faire renvoyer le 17 septembre 1905 à la suite d'un conflit à propos du déplacement de l'un d'entre eux dans la commune avoisinante Millay.
Lors de la Première Guerre mondiale, il appelle à l'Union sacrée et à l'apaisement des tensions avec l'Église.
Chandioux meurt le 12 novembre 1915 à Paris, dans sa chambre d'hôtel d'une crise d'urémie, et est enterré cinq jours après son décès.

## Hommages
La salle polyvalente de la commune saône-et-loirienne Toulon-sur-Arroux est nommée Jean Chandioux, en hommage à l'homme politique grâce à qui le Foyer rural de la ville a pu être créé.